# Banda Spinetta
Banda Spinetta es el nombre informal que recibieron una serie de formaciones variables con músicos provenientes del jazz convocados por Luis Alberto Spinetta entre 1977 y 1979 para interpretar un sonido de fusión del rock con el jazz con predominio de lo instrumental, durante su llamado "proyecto jazzero". En su primera integración (Spinetta, Rapoport, López y Rufino) editó el álbum A 18' del sol. Finalizado dicho concepto musical, Spinetta formó Jade (con Diego Rapoport, Satragni, Del Barrio y Pomo Lorenzo), que interpretó también un sonido de fusión rock-jazz, pero más melódico.

## Historia

### Primer y único álbum
A pocos meses de la separación de Invisible, Spinetta sorprendió al mundo musical componiendo un álbum de estudio con nuevas orientaciones musicales: A 18' del sol. El álbum surgió principalmente de la influencia que tuvo sobre Spinetta haber empezado a trabajar con Diego Rapoport, por mediación del ex Alma y Vida Gustavo Moretto. Rapoport le abre las puertas a las posibilidades musicales que ofrecía el jazz-pop de ese momento, sobre todo el que expresaba la Mahavishnu Orchestra de John McLaughlin.
Para interpretar A 18' del sol, Spinetta organizó una banda con el propio Rapoport en teclados, Machi Rufino en el bajo (continuando la relación de Invisible) y Osvaldo Adrián López en batería. También contó con la participación de su hermano Gustavo y Marcelo Vidal en el tema "Viento del azur". Así comenzó lo que Spinetta llamaba su "proyecto jazzero", y a formarse la banda con la que Spinetta tocó en esos años finales de la década de 1970, conocida con el nombre de "Banda Spinetta".
A 18' del sol pertenecen canciones como Canción para los días de la vida, tema tomado de la ópera inédita de la época de Almendra y que ha sido considerado por el sitio rock.com.ar como la #68 entre las 100 mejores canciones del rock argentino-, Toda la vida tiene música hoy y temas instrumentales como Telgopor y A dieciocho minutos del sol. 
El álbum no fue bien recibido por los fanes (vinculados aún al sonido de Pescado Rabioso e Invisible) ni por la crítica, pero con el paso de los años y la revisión de la amplísima obra de Spinetta, A 18' del sol comenzó a ser considerado como uno de los grandes álbumes de "El Flaco". Para Spinetta "esa fue la mejor grabación que hice en mi vida".
Aquí comienza la relación musical de Spinetta cada vez más frecuente con músicos de jazz. Quien ha relacionado este período jazzístico con el nacimiento de su hijo, Dante. 

La ternura de mi hijo me permitió volverle a cantar a una flor... No existía en mis canciones anteriores algo así: el lirismo por el lirismo mismo".
Luis Alberto Spinetta

### El final
A fines de 1977, la "Banda Spinetta" se fue ampliando por la convocatoria a nuevos músicos para profundizar este período de orientación al jazz de Spinetta, como Leo Sujatovich (teclados), Gustavo Bazterrica (guitarra), Rinaldo Rafanelli (bajo), por primera vez instrumentos de viento a cargo de Bernardo Baraj (saxo), Gustavo Moretto (trompeta), Ricardo Sanz (bajo), Eduardo Zvetelman (teclados) y Luis Ceravolo (batería). Alineación recordada principalmente por haber dado una serie de recitales en abril de 1978 presentando un repertorio conformado por temas que quedaron inéditos: Tríptico del eterno verdor (una extensa suite de más de 20 minutos), Covadonga, Las alas del grillo, Tanino, Tu destino es el de morir de amor, Estrella gris, El Turquito, Bahiana split y Los espacios amados. Esta última, le daría nombre al álbum truncado que incluiría dicho repertorio. Se conservan, de todos modos, grabaciones en vivo de aquellos recitales.
A principios de 1979, la banda ya había sufrido otra modificación y habían adoptado el nombre de Experiencia Demente con el que dieron un recital en el mes de enero en Mar del Plata. Con Gustavo Bazterrica -que venía de La Máquina de Hacer Pájaros recientemente disuelta-, Luis Cerávolo en batería y Rinaldo Rafanelli -ex Polifemo-, presentaron canciones como Pájaros de la fe, El sueño de Chita, Para ir, Ondas y caderas y Viento celeste. Sin embargo, dicho proyecto se vio abortado por el viaje de Spinetta a Estados Unidos a grabar Only love can sustain, cuyos interludios titulados "Jade", darían a Spinetta la idea para el nombre de su próxima banda. 
Los sonidos de Luis ya mutaban hacia otra parte y lo instrumental se iba extinguiendo en aras de un formato más de canción que desarrollaría en Spinetta Jade, aún con sonido cercano al jazz rock.

## Discografía
| Año  | Álbum de estudio                                                                  | Canciones |
| ---- | --------------------------------------------------------------------------------- | --- |
| 1977 | A 18' del sol - Álbum único de Banda Spinetta - Discográfica: Columbia-Sony Music | "Viento del azur", "Telgopor", "Viejas mascarillas", "A 18' del sol", "Canción para los días de la vida", "Toda la vida tiene música hoy", "¿Dónde está el topacio", "La eternidad imaginaria". |

## Repertorio inédito
1.-Tríptico del eterno verdor
2.-Covadonga
3.-Las alas del grillo
4.-Tanino
5.-Tu destino es el de morir de amor
6.-Estrella gris
7.-El Turquito
8.-Bahiana split
9.-Los espacios amados